# Ernst Melsheimer

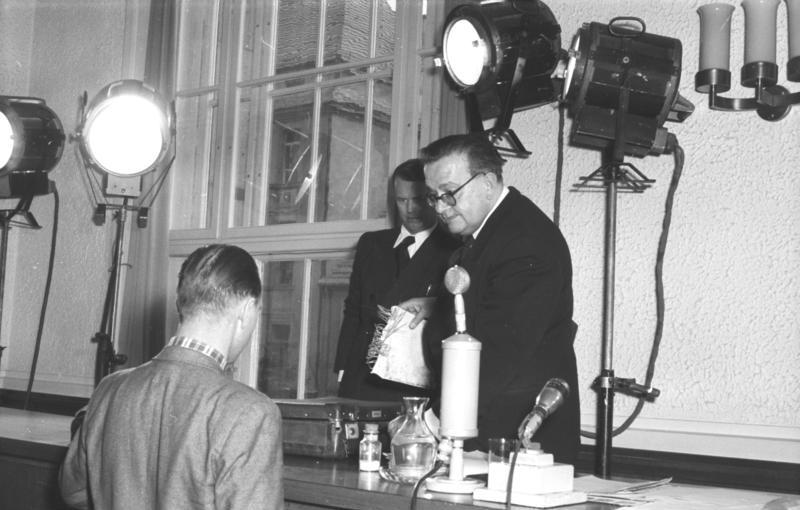
Ernst Melsheimer 1952 im Burianek-Prozess; im Vordergrund der nach dem Todesurteil hingerichtete Hauptangeklagte

Ernst Melsheimer (* 9. April 1897 in Neunkirchen; † 25. März 1960 in Berlin) war ein deutscher Jurist und der erste Generalstaatsanwalt der Deutschen Demokratischen Republik. Melsheimer trat insbesondere für eine Durchdringung der Gerichte durch die „Partei“ (SED) und gegen eine Trennung von Justiz und Staat ein. Er vertrat in zahlreichen politischen Geheim- und Schauprozessen die Anklage.

## Leben
Melsheimer war Sohn eines Hüttendirektors. Den Besuch des Gymnasiums beendete 1914 die Meldung als Kriegsfreiwilliger bei Ausbruch des Ersten Weltkriegs. Bereits nach acht Wochen verwundet, schied er aus der Armee aus und absolvierte ein Studium der Rechtswissenschaft in Marburg und Bonn. Während seines Studiums wurde er 1915 Mitglied der Burschenschaft Arminia Marburg. Danach trat Melsheimer 1918 in den preußischen Justizdienst ein und wurde 1922 Oberregierungsrat. Im Jahr 1924 wurde er Landgerichtsrat, 1933 Landgerichtsdirektor und 1937 Kammergerichtsrat in Berlin. Von 1928 bis 1933 gehörte er der SPD und dem Reichsbanner an. Im Jahr der Machtergreifung 1933 trat Melsheimer aus der SPD aus und blieb Landgerichtsdirektor. Er engagierte sich 1936 im Nationalsozialistischen Rechtswahrerbund (NSRB), stieg 1937 zum Kreisrechtsberater in der Nationalsozialistischen Volkswohlfahrt (NSV) auf und erhielt 1940 die „Treuemedaille des Führers 2. Klasse“. Die Stelle eines Reichsgerichtsrats am Reichsgericht, zu der er 1944 vorgeschlagen wurde, konnte Melsheimer nicht mehr antreten, weil bis zu dessen Auflösung im Mai 1945 keine freigeworden war. Es war ihm gelungen, unter den Nationalsozialisten Karriere zu machen, ohne in politischen Strafprozessen „die Treue zum nationalsozialistischen Staat“ ernsthaft unter Beweis zu stellen zu müssen.
Unmittelbar nach Ende des Zweiten Weltkriegs 1945 trat Melsheimer in die KPD ein und 1946 (durch die Zwangsvereinigung von SPD und KPD) in die Sozialistische Einheitspartei Deutschlands (SED). Er gehörte zu den wenigen NS-vorbelasteten Juristen, die in der DDR weiterarbeiten durften. Melsheimer war zunächst Staatsanwalt in Berlin, wo er unter anderem politisch motivierte Todesurteile beantragte, von 1946 bis 1949 zudem Vizepräsident der (Ost-)Deutschen Zentralverwaltung für Justiz DJV. Die DJV war eine von der Sowjetischen Militäradministration SMAD installierte Vorgängerorganisation des DDR-Justizministeriums.
Melsheimer profilierte sich innerhalb der Partei, als er am 14. August 1948 die entscheidende Unterschrift für eine Säuberungsaktion in der DJV leistete: Sein Chef, der ehemalige Weimarer Reichstagsabgeordnete Eugen Schiffer, Mitglied der LDPD, war in Urlaub, und als er zurückkehrte, war die Personalspitze der DJV im Sinne der SED verändert worden. Schiffer reichte umgehend seinen Rücktritt ein. Melsheimer rechnete sich die Nachfolge als neuer Leiter der DJV aus, wurde jedoch enttäuscht. Die SMAD ernannte am 2. Oktober per Befehl Nr. 158 nicht Melsheimer, sondern Max Fechner. Melsheimer wurde zudem eine zweite Stellvertreterin des Leiters zur Seite gestellt, Hilde Benjamin.
Im Dezember 1949 nahm Ernst Melsheimer den Posten des ersten Generalstaatsanwalts und damit auch des Chefanklägers am Obersten Gericht der DDR an. In dieser Funktion forderte er in Schauprozessen unter anderen gegen die KgU-Angehörigen Johann Burianek und Wolfgang Kaiser die Todesstrafe. Auch in den Schauprozessen gegen Wolfgang Harich, Walter Janka, Leo Herwegen, Otto Fleischer und Leonhard Moog sowie in zahlreichen Geheimprozessen war er der Ankläger.
Bereits vor seinem Amtsantritt als Generalstaatsanwalt legte Melsheimer im Januar 1948 anlässlich der 3. Tagung des Ausschusses für Rechtsfragen beim ZK der SED sein Bekenntnis zu einem starken Staat, der auch die Gerichte dominiert, ab:

„Man sollte beherzigen, daß es ein alter revolutionärer und demokratischer Grundsatz ist, daß man einen Staat dann umwandelt, wenn man zwei Dinge in der Hand hat: die Polizei und die Justiz. Die Polizei hat man in der Hand, die Justiz noch nicht. Daß wir sie in die Hand bekommen, sollte unser Ziel sein.“

Melsheimer war für seine scharfen Attacken auf Angeklagte und andere Prozessbeteiligte berüchtigt und überschritt damit regelmäßig die Grenzen rechtsstaatlicher Justiz. So drohte er 1956 dem im Prozess gegen den Verleger Walter Janka als Zeugen auftretenden ehemaligen Landwirtschafts-Staatssekretär Paul Merker mit einer Anklage, um diesen ‚gefügig‘ zu machen:

„Wissen Sie überhaupt, dass Sie eigentlich auf die Anklagebank gehören? Dass Sie nur ein Haar von dem Verräter Janka trennt. Sie gehören auf den Platz neben ihm. Und wenn Sie hier nicht die Wahrheit sagen, dann müssen Sie damit rechnen, den Platz neben ihm doch noch einzunehmen.“

Zu Beginn desselben Prozesses drohte er ebenso erfolgreich Jankas Ehefrau für den Fall, dass sie als Zeugin für ihren Mann aufträte, mit einer Anklage. Er verwies darauf, dass im drei Monate zuvor verhandelten Strafprozess gegen den Lektor Wolfgang Harich einige Zeugen den Saal nur noch als Verhaftete hätten verlassen können.
Melsheimer erhielt zweimal für „seine Verdienste beim Aufbau des Sozialismus in der Deutschen Demokratischen Republik“ den Vaterländischen Verdienstorden in Silber, erstmals am 6. Mai 1955. Melsheimer bildete gemeinsam mit Hilde Benjamin, Anton Plenikowski und Herbert Kern die „Justizkommision“ des ZK der SED, die nach dem 17. Juni 1953 die Verurteilung des ehemaligen Justizministers Max Fechner herbeiführte.

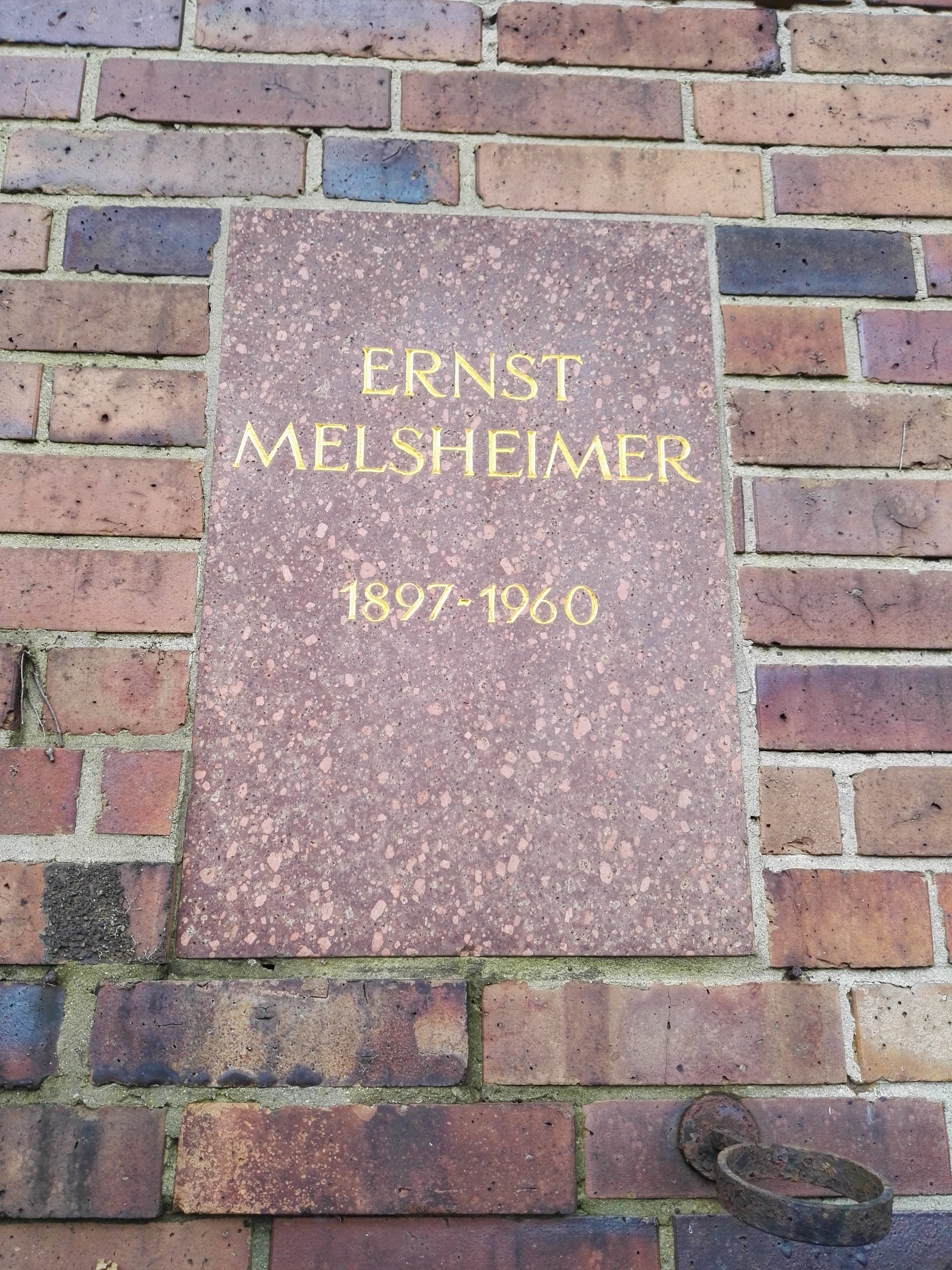
Grabstätte

Ernst Melsheimer blieb bis zu seinem Tod 1960 Generalstaatsanwalt. Sein Nachfolger war Josef Streit. Seine Urne wurde in der Gedenkstätte der Sozialisten auf dem Zentralfriedhof Friedrichsfelde in Berlin-Lichtenberg beigesetzt.